# 吻鮈两极虫
吻鮈两极虫（学名：Myxidium rhinogobie）为两极科两极虫属的动物。在中国，分布于四川等地，营寄生生活，寄生在长鳍吻鮈的肾。